# The Barbarians
Pour les articles homonymes, voir Barbarian.
The Barbarians est un groupe américain de garage rock, originaire de Cape Cod, dans le Massachusetts. Les activités du groupe ne durent que trois ans, entre 1964 et 1967.

## Biographie
Formé en 1964 à Cape Cod, dans le Massachusetts, par Bruce Benson (guitare), Ronnie Enos (guitare) et Jerry Causi (basse), il a pour particularité d'avoir un batteur manchot : Victor Moulton, surnommé « Moulty », apparaît avec un crochet en lieu et place de sa main gauche, ayant perdu celle-ci à 14 ans dans une explosion,. Le groupe connaît son heure de gloire en apparaissant dans le film T.A.M.I. Show aux côtés d'artistes établis comme les Rolling Stones, les Supremes, Chuck Berry et Marvin Gaye. Leurs singles Are You a Boy or Are You a Girl et Moulty rencontrent un petit succès ; selon la légende, ce dernier, dans lequel le batteur relate avec humour sa vie depuis son accident, n'aurait pas été enregistré par le groupe, mais par Levon and the Hawks, futurs The Band.
En 1967, Benson, Causi et Geoffrey Morris (qui a remplacé Ronnie Enos en 1965) quittent les Barbarians pour fonder le groupe Black Pearl. Moulton poursuit l'aventure encore une année avant que le groupe disparaisse.
La chanson des Ramones Do You Remember Rock 'n' Roll Radio?, sortie en single en 1980, mentionne divers artistes rock des décennies précédentes ayant marqué le groupe, parmi lesquels « Ol' Moulty ».

## Discographie

### Singles
- 1964 : Hey Little Bird / You've Got to Understand (Joy J-290)
- 1965 : Are You a Boy or Are You a Girl / Take It or Leave It (Laurie L-3308) — 55e
- 1965 : What the New Breed Say / Susie Q (Laurie LR-3321)
- 1966 : Moulty / I'll Keep on Seeing You (Laurie 3326) — 90e